# Lago Yoa
El lago Yoa es el más famoso y el segundo más grande de los lagos de Unianga, una serie de lagos en la cuenca de la región de Borkou-Ennedi-Tibesti, en el noreste de Chad. Se encuentra en el grupo de lagos denominado Ounianga Kebir, a unos 40 km al oeste del grupo Ounianga Sarir.

## Presentación

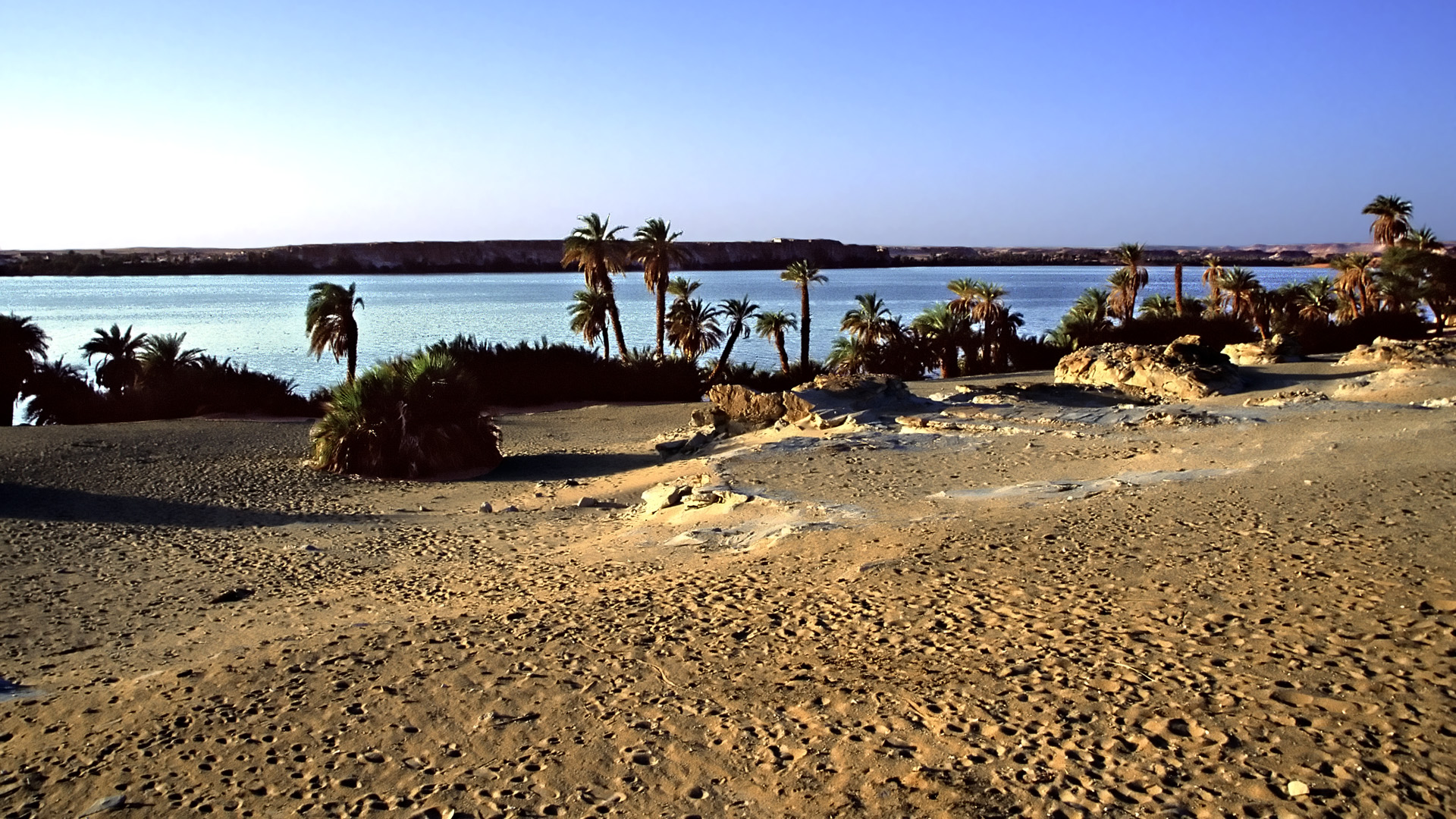
Lago Yoa, en Chad.

Es el lago más grande de los lagos Ounianga, una serie de lagos cerca de la localidad de Ounianga Kebir que son restos de un lago grande que ocupan la cuenca del Ounianga Serir durante el período húmedo de África (alrededor de 15000 a 5500 años AP).

## Cambio climático
El lago Yoa es de interés para los estudios del cambio climático global. Un equipo de la Universidad de Colonia dirigido por Stefan Kröpelin tomó una muestra del sedimento del fondo del lago. Dado que el lago Yoa ha existido continuamente desde que en la zona había un período húmedo, los sedimentos en el fondo del cuerpo de agua han sido protegidos de la erosión y la dispersión. El análisis del polen en la muestra reveló que la transición de bosque a desierto, alrededor del lago Yoa, se produjo en forma gradual. En el proceso, hubo períodos con presencia de arbustos y pastizales antes de que el área quedara completamente desierta.
Esta conclusión contrasta con el trabajo de Peter de Menocal y sus colegas de la Universidad de Columbia, que en 2000 tomaron muestras de un núcleo de sedimentos oceánicos frente a la costa oeste de Mauritania. Debido al polvo encontrado en esta muestra, los autores llegaron a la conclusión de que la desertificación tuvo lugar rápidamente, durante un período de unos pocos cientos de años.
La diferencia entre estos dos resultados no es sorprendente en una inspección más cercana. La muestra extraída del fondo oceánico representa el curso en toda la parte norte de la masa terrestre africana, mientras que los datos del Lago Yoa brindan más detalles sobre las condiciones al sur y al oeste del mismo. Estas áreas proporcionaron el material utilizado por los vientos alisios dominantes en el Holoceno para cubrir el Lago Yoa. Es posible que ambas cosas sucedieran: el norte de África se volvió más seco rápidamente y, en ciertas áreas, el proceso de desertificación se llevó a cabo a través de una serie de transiciones ecológicas más graduales.